# 강현욱 (축구 선수)
강현욱(1985년 11월 4일 ~ )은 대한민국의 전직 축구 선수이다. 선수시절 포지션은 미드필더였다.